# Bettotania festiva
Bettotania festiva är en insektsart som först beskrevs av Miller, N.C.E. 1935.  Bettotania festiva ingår i släktet Bettotania och familjen gräshoppor. Inga underarter finns listade i Catalogue of Life.